# Cosmiocryptus leptaechma
Cosmiocryptus leptaechma är en stekelart som beskrevs av Porter 1985. Cosmiocryptus leptaechma ingår i släktet Cosmiocryptus och familjen brokparasitsteklar. Inga underarter finns listade i Catalogue of Life.